# Jaya Indravarman IV
Jaya Indravarman IV (tiếng Phạn: जय इन्द्रवर्मन् ८) là một vị vua Champa của triều đại thứ 11, cai trị từ năm 1167 đến năm 1192.

## Tiểu sử
Ông và Po Klong Garai (vua của Panduranga) có khả năng là cùng một người. Một kẻ soán ngôi, "ông tự gọi mình là Jaya Indravarman trên Vatu và nói rằng ông đến từ 'nơi nổi tiếng được biết đến với cái tên Gramapuravijaya." Ông "tràn đầy năng lượng, can đảm và tự hào... thông thạo tất cả các shastra." Ông gửi các cống vật đến triều đình Trung Quốc và Đại Việt. Không thành công trong việc mua ngựa từ Trung Quốc cho một cuộc xâm lược trên bộ, ông đã chuẩn bị một đội tàu chiến.
Ông được ghi nhận là người lãnh đạo cuộc xâm lược Champa của Đế quốc Khmer vào năm 1177. Cuộc chiến được gọi là Thủy chiến Tonlé Sap. Lực lượng nước của ông đã đi qua sông Mê Kông và sông Tonle Sap đến hồ Tonlé Sap và cướp phá Angkor, giết chết Tribhuvanadityavarman.
Năm 1190, vua Khmer Jayavarman VII, con trai và người kế vị của Dharanindravarman II, đã tìm cách báo thù chống lại Champa. Kinh đô được Vidyanandana chiếm giữ và Jaya bị đưa trở lại Campuchia làm tù nhân. Quốc vương Campuchia sau đó đã thả ông trong một nỗ lực để giành lại ngai vàng vào năm 1191. Tuy nhiên, Vidyanandana đã đánh bại ông và khiến Jaya bị giết.
Ông mất năm 1192. Tên của ông được dịch ra tiếng Phạn là Jaya, "chiến thắng"; Indra "sở hữu những giọt mưa" từ tiếng Phạn इर दु (indu) "một giọt" và र (ra) "sở hữu"; và Varman, tiếng Phạn là một chuyên gia về võ thuật. Indra cũng là vị thần chiến binh Ấn Độ cổ đại của bầu trời và mưa. Ông là vị thần chính trong văn bản Ấn Độ giáo Rigveda.